# Vitez tame: Povratak
Vitez tame: Povratak (eng. The Dark Knight Rises) je američki film iz 2012. godine kojeg je režirao Christopher Nolan. Nolan je zajedno sa svojim bratom Jonathanom napisao i scenarij, a priču za film napisao je s Davidom S. Goyerom. Temeljen na liku iz DC Comicsa, film Vitez tame: Povratak treći je i završni nastavak Nolanove trilogije o Batmanu koji se direktno nastavlja na svoje prethodnike Batman: Početak i Vitez tame. Glumci Christian Bale, Michael Caine, Gary Oldman, Morgan Freeman i Cillian Murphy repriziraju svoje uloge iz prethodna dva filmska nastavka. Treći dio donosi nove likove poput Seline Kyle (odglumila ju je Anne Hathaway) kao provalnica čiji će dolazak u Gotham City pokrenuti niz događaja koji će natjerati Batmana da se ponovno pojavi nakon čega će se susresti s Baneom (glumi ga Tom Hardy), opasnim teroristom koji namjerava uništiti Gotham City.
Iako u početku nije želio snimiti treći film, redatelj Nolan je pristao nakon što je sa svojim bratom Jonathanom i Davidom S. Goyerom napisao priču za koju je smatrao da na zadovoljavajući način okončava trilogiju. Nolan je inspiraciju za film dobio iz stripova Knightfall (1993.) u kojem se Bane prvi put pojavljuje; zatim iz serije The Dark Knight Returns (1986.) te No Man's Land (1999.). Film se snimao na raznim lokacijama, uključujući i lokacije u Jodhpuru, Londonu, Nottinghamu, Glasgowu, Los Angelesu, New Yorku, New Jerseyju i Pittsburghu. Nolan je upotrebljavao IMAX kamere većinom snimanja kako bi optimizirao kvalitetu slike. Kao što je to bio slučaj i s filmom Vitez tame, marketinške kampanje započele su još u ranoj fazi produkcije kako bi se film što bolje promovirao. Nakon završetka snimanja, kompanija Warner Bros. ponovno je fokusirala svoju kampanju: izradila je promocijske web stranice, pustila prvih šest minuta filma u kina te poslala različite vrste informacija o filmu raznim kompanijama.
Film Vitez tame: Povratak svoju je premijeru imao u New Yorku 16. srpnja 2012. godine. Tri dana kasnije, 19. srpnja, film je u kino distribuciju pušten u Australiji i Novom Zelandu, a dan kasnije u Sjevernoj Americi i Ujedinjenom Kraljevstvu uz većinom pozitivne filmske kritike. U Hrvatskoj je film krenuo s pretpremijernim projekcijama u zagrebačkom IMAX kinu od 21. srpnja, a službena kino distribucija u cijeloj zemlji krenula je 26. srpnja. smatra jednim od najboljih filmova desetljeća i jedan od najboljih filmova o superherojima ikada.   

## Radnja
Bane, maskirani terorist i bivši član Lige Sjena, otima nuklearnog fizičara dr. Leonida Pavela iz zrakoplova CIA-e iznad Uzbekistana prije nego što je srušio zrakoplov.
Osam godina nakon smrti okružnog tužitelja Harveyja Denta, Batman je nestao. Organizirani kriminal iskorijenjen je u Gotham Cityju zahvaljujući Dent Zakonu koji daje proširene ovlasti policiji. Povjerenik James Gordon držao je kaznena djela Denta nakon njegovog unakazivanja u tajnosti i dopustio da krivnja za njegove zločine padne na Batmana. Pripremio je govor za čitanje koji otkriva istinu, ali odlučuje da ga neće pročitati. Bruce Wayne postao je osamljenik, a Wayne Enterprises gubi novac nakon što je Wayne prekinuo svoj projekt fuzijskog reaktora kad je saznao da bi mogao biti naoružan.
Bane postavlja svoju bazu u gradskoj kanalizaciji i potiče Wayneova suparnika Johna Daggetta da kupi Wayneove otiske prstiju. Mačka provalnica Selina Kyle nabavlja Wayneove otiske iz Wayne dvorca za Daggetta, ali na razmjeni je prevarena i alarmira policiju. Gordon i policija stižu i progone Baneove i Daggettove poslušnike u kanalizaciju dok Kyle bježi. Poslušnici uhvate Gordona i odvedu ga Baneu. Gordon pobjegne, a pronalazi ga novak GCPD-ov policajac John Blake. Blake, je siroče koji je utvrdio Wayneov tajni identitet, suočava se s njim i uvjerava ga da se vrati kao Batman.
Bane napada Gothamsku burzu koristeći Wayneove otiske prstiju u nizu transakcija zbog kojih Wayne bankrotira. Batman se ponovno pojavljuje nakon osam godina, presrećući Banea i njegove podređene. Wayneov batler, Alfred Pennyworth, uvjeren je da Wayne nije dovoljno jak da se bori protiv Banea i daje ostavku u nadi da će ga spasiti. Wayne utjehu pronalazi u novoj izvršnoj direktorici Wayne Enterprises Mirandi Tate, a njih dvoje postaju ljubavnici. Koristeći se ukradenim transakcijama, Bane proširuje svoje operacije i ubija Daggetta.
Kyle pristane odvesti Batmana Baneu, ali umjesto toga odvede ga u Baneovu zamku. Bane otkriva da namjerava ispuniti misiju Ra's al Ghula da uništi Gotham. Batman se bori protiv Banea u tučnjavi, ali Bane ga pobjeđuje, zadavajući mu osakaćeni udarac u leđa prije nego što ga odvodi u inozemstvo u podzemni zatvor gdje je bijeg gotovo nemoguć. Zatvorenici Wayneu pričaju priču o djetetu Ra's al Ghula, koje je rođeno i odraslo u zatvoru prije bijega - jedinog zatvorenika koji je to učinio.
Bane zarobi Gothamsku policiju u kanalizaciji i uništava mostove koji okružuju grad. Ubija gradonačelnika Anthonyja Garciu i prisiljava dr. Pavela da pretvori jezgru fuzijskog reaktora Wayne Enterprisesa u raspadajuću neutronsku bombu prije nego što i njega ubije. Bane čita Gordonov govor okupljenima otkrivajući istinu o Harveyju Dentu. Ubrzo nakon što je pustio zatvorenike Blackgate kaznionice, uspostavlja vojno stanje u gradu i progonstvu i ubija Gothamsku elitu na klokanim sudovima kojima je predsjedava Jonathan Crane.
Pet mjeseci kasnije, Wayne bježi iz zatvora i vraća se u Gotham. Batman oslobađa policiju, a oni se na ulicama sukobljavaju s Baneovom vojskom; tijekom bitke Batman savlada Banea. Tate intervenira i izbode Batmana, otkrivajući se kao Talia al Ghul, Ra's al Ghul-ova kći. Ona aktivira detonator bombe, ali Gordon blokira njezin signal. Talia odlazi pronaći bombu dok se Bane sprema ubiti Batmana, ali Kyle dolazi i ubija Banea. Batman i Kyle progone Taliju, nadajući se da će bombu vratiti natrag u komoru reaktora gdje se može stabilizirati. Talijin kamion se sruši, ali ona daljinski poplavi i uništi komoru reaktora prije nego što umre. Nema načina da zaustavi detonaciju, Batman koristi svoj zrakoplovni letjelica Bat, da bi bombu izvukao daleko preko zaljeva, gdje sigurno eksplodira. Prije polijetanja, Batman suptilno otkriva svoj identitet Gordonu.
Nakon toga, Batman se smatra mrtvim i poštuje ga se kao heroja. Wayne dvorac postaje sirotište, a Waynovo imanje prepušteno je Alfredu. Gordon pronalazi da je Bat signal popravljen, dok Lucius Fox otkriva da je Wayne popravio neispravni autopilot na Šišmišu. Dok odmara u Firenci, Alfred otkriva da je Bruce živ i u vezi s Kyle. Blake, čije se pravno ime otkriva kao Robin, daje otkaz u GCPD-u i dobiva paket od Waynea koji ga vodi u BAtšpilju.

## Glumci
- Christian Bale kao Bruce Wayne/Batman:[15] Milijarder posvećen zaštiti Gotham Cityja od kriminalnog podzemlja. Redatelj Nolan je izjavio da zbog rupe u radnji dugoj osam godina između dva filma "ovdje se radi o starijem Bruceu Wayneu; on nije baš u dobroj formi."[16] Bale je vježbao borilačku vještinu Keysi, ali zbog Bruceovog trenutnog stanja i Baneovog stila tu vještinu morao je malo prilagoditi.[17] Bale je izjavio da će film Vitez tame: Povratak biti posljednji u kojem će glumiti Batmana,[18] a također objašnjava i da se sam lik napokon suočava s gubicima koje je proživio u godinama boreći se protiv kriminala.[19]

- Tom Hardy kao Bane:[20] Terorist odlučan u tome da uništi Gotham City. Bio je član Lige sjena prije nego što je protjeran. Christopher Nolan izabrao je ovog lika za glavnog negativca zbog svoje želje da testira Batmana na fizičkom, ali i mentalnom nivou. Bane je opisan kao "terorist i u inteligenciji i u akciji"[16] te kao "gorila u fizičkom smislu".[17] Hardy je izjavio da je namjeravao portretirati lik kao "puno veću prijetnju" od one Roberta Swensona u filmu Joela Schumachera Batman i Robin, a kako bi to uspio morao je kreirati kontradikciju između svog glasa i tijela. Hardy se udebljao 14 kg za ulogu,[21] te tako povećao svoju ukupnu težinu na 90 kilograma.[21] Glas i inteligenciju Banea glumac Hardy u filmu temeljio je na karipskom nasljedstvu i Bartleyju Gormanu.[22][23]

- Anne Hathaway kao Selina Kyle:[20][24] Selina Kyle je provalnica, žena-mačka opisana kao Baneova "suradnica"[25] koja izgradi odnos s Batmanom te "oduzme nešto prisebnosti iz njegovog lika".[17] Kyle je u potrazi za "novim početkom", a traži kompjuterski program za koji kruže glasine da može izbrisati kompletnu kriminalnu povijest osobe. Hathaway se pojavila na audiciji za ulogu ne znajući koji će lik glumiti, iako je u intervjuu priznala da je razmišljala o jednom liku, ali da nije bila sto posto sigurna o kome se radi dok više od sat vremena nije razgovarala s redateljem Nolanom.[26] Hathaway je opisala ulogu kao jednu od fizički najzahtjevnijih koje je ikada glumila i priznala da premda je smatrala da se nalazi u formi svejedno je morala udvostručiti svoje odlaske u teretanu kako bi se nosila sa svim zahtjevima uloge.[27][28] Glumica Hathaway je naporno trenirala borilačke vještine za ulogu, a ugledala se na Hedyja Lamarra - koji joj je poslužio kao inspiracija za lik žene-mačke - u razvoju svoje uloge.[25] Premda gotovo cijelo vrijeme u filmu nosi kostim, Selina se nikad ne oslovljava kao "žena-mačka".
- Joseph Gordon-Levitt kao John Blake: John Blake je mladi policajac čiji ga instinkti odvode do uvjerenja da je na pomolu velika nevolja. Vidjevši nešto od sebe u Blakeu, Gordon ga promovira i daje mu posebne zadatke.[29] Blake prezentira idealizam u koji su Gordon i Bruce Wayne nekada vjerovali, ali uskoro izgubili u borbi protiv kriminala u gradu.[17] Zahvaljujući svojoj inteligenciji on uspijeva otkriti Batmanov identitet, ali mu se također zgadi kad sazna prave okolnosti oko smrti Harveyja Denta te Gordonove uloge u svemu. Pred kraj filma, Blake otkriva da je njegovo pravo ime Robin John Blake, što je referenca na Batmanovog kolegu u borbi protiv zločina.

- Michael Caine kao Alfred Pennyworth:[30] Bruceov vjerni butler. Alfred je Bruceu bio očinska figura te mu pomaže u njegovim misijama i daje mu vrijedne savjete. Alfred ne može prihvatiti Bruceovu želju da oživi Batmana pa čak ide toliko daleko da daje ostavku kako bi ukazao na ozbiljnost svojih osjećaja. Redatelj Christopher Nolan naglašava emotivnu povezanost između Alfreda i Brucea, ističući njezinu važnost u ranijim filmovima i predviđajući da će upravo ona biti istegnutija nego ikada prije.[17]
- Gary Oldman kao James Gordon:[30] Načelnik policijske uprave Gotham Cityja i jedan od rijetkih časnih policajaca. Gary Oldman opisao je svog lika kao onog koji je ulice Gothama ostavio pomalo dosadnim[31] te naglasio da mu se Gordon sviđa zbog toga što ga podsjeća na vojnika koji je uvijek spreman stati na prvu crtu obrane.[17] Gordon osjeća krivnju zbog svoje uloge u zataškavanju smrti Harvyeja Denta i to do te mjere da je spreman dati ostavku na mjesto narednika policije, ali ipak to ne učini nakon što shvati da Gothamu prijeti novi napad.
- Morgan Freeman kao Lucius Fox:[30] Fox upravlja tvrtkom Wayne Enterprises u ime Brucea Waynea, a također naoružava Batmana tehnički najnaprednijom opremom. Njegova pozicija Predsjednika tvrtke Wayne Enterprises dopušta mu da diskretno razvija najmoderniju tehnologiju i oružje čak i nakon što tvrtka započne gubiti novac.

- Marion Cotillard kao Miranda Tate/Talia al Ghul: Članica izvršnog odbora tvrtke Wayne Enterprises koja ohrabruje Brucea Waynea da se ponovno vrati u društvo, a nastavlja i s filantropskim radom njegovog oca.[29] Cotillard je u intervjuima negirala spekulacije da će glumiti dvostruku ulogu Mirande Tate i Talije al Ghul, ističući da je njezin lik potpuno originalna kreacija[32] premda finalna verzija filma ukazuje na suprotno. Tate je opisana kao lik koji Bruceu daje toliko željenu nadu uz Alfreda i Luciusa Foxa.[17]

Cillian Murphy reprizira svoju ulogu negativca Jonathana Cranea iz prijašnja dva filma. Josh Pence i Liam Neeson se pojavljuju kao Ra's al Ghul, vođa Lige sjena; Pence glumi mlađu verziju lika u scenama čija se radnja odvija trideset godina prije događaja iz filma Batman: Početak, dok se Neeson pojavljuje u cameo ulozi kao utvara. Ostali članovi glumačke postave uključuju Nestora Carbonella koji reprizira svoju ulogu gradonačelnika Anthonyja Garcije; Alona Abutbula kao doktora Leonida Pavela, ruskog nuklearnog fizičara; Juno Temple kao Holly Robinson, prijateljicu i suradnicu Seline Kyle; Matthewa Modinea kao zamjenika narednika Petera Foleyja; Bena Mendelsohna kao John Daggetta, poslovnog rivala Brucea Waynea dok njegovog asistenta Stryvera glumi Burn Gorman; Bretta Cullena kao kongresmena; Chrisa Ellisa kao svećenika; Aidana Gillena kao agenta CIA-e; Roba Browna kao pripadnika Gothamske policije i Christophera Judgea kao Baneovog pomoćnika. William Devane glumi Predsjednika SAD-a. Tom Conti glumi zatvorenika koji pomaže Bruceu u njegovom bijegu. Desmond Harrington pojavljuje se u cameo ulozi kao još jedan policajac. Aaron Eckhart izrazio je entuzijazam povratkom u trećem nastavku, ali kasnije je izjavio da mu je redatelj Nolan potvrdio da je njegov lik Harvey Dent mrtav premda se nešto arhivskih snimaka iz Viteza tame pojavljuje i u ovom filmu.
Nekoliko članova nogometne momčadi Pittsburgh Steelers pojavljuju se kao članovi izmišljene nogometne momčadi Gotham Rogues: Ben Roethlisberger, Hines Ward, Troy Polamalu, Willie Colon, Maurkice Pouncey, Mike Wallace, Heath Miller, Aaron Smith, Ryan Clark, James Farrior, LaMarr Woodley i Casey Hampton dok se bivši trener Steelersa Bill Cowher pojavljuje kao trener Roguesa. Gradonačelnik Pittsburgha Luke Ravenstahl koji je u koledžu igrao nogomet pojavljuje se kao prvi udarač lopte za momčad Rapid City Monuments. Godine 2008. obitelj Rooney prodala je svoj manjinski udio u klubu Thomasu Tullu, izvršnom direktoru i predsjedniku kompanije Legendary Pictures koja producira film Vitez tame: Povratak. Senator SAD-a Patrick Leahy, koji je odigrao cameo ulogu u filmu Vitez tame ponovno se vratio za još jednu cameo ulogu i u ovom filmu (glumi člana odbora tvrtke Wayne Enterprises).

## Produkcija

### Razvoj projekta
"Glavna stvar koja treći film čini mogućim za nas je to što želimo završiti našu priču... Umjesto da napušemo balon i proširimo je... Za razliku od stripova, ovakve stvari ne mogu zauvijek trajati u filmskoj formi i sve dobiva smisao ako se na to gleda kao na priču koja ima svoj kraj. Gledajući na to kao na kraj koji će vas odvesti na pravi put o prikladnom završetku."

Predsjednik produkcije kompanije Warner Bros., Jeff Robinov, nadao se da će treći film doći u kina 2011. ili 2012. godine. Christopher Nolan je želio da ga priča trećeg filma emocionalno veže za isti. Objasnio je: "Na nekom površnom nivou morao sam se zapitati koliko uistinu dobrih trećih nastavaka bilo kojih filmskih trilogija možemo nabrojati?" Pristao je na režiranje trećeg filma tek nakon što je pronašao dostojnu priču, bojeći se da bi mu moglo postati dosadno ako u sred posla shvati da je film nepotreban. Do prosinca 2008. godine, Nolan je završio s prvim nacrtom priče prije nego što se u potpunosti posvetio filmu Početak. Kasnije istog mjeseca, Alan F. Horn potvrdio je da premda su pregovori za treći film i dalje u tijeku još uvijek ništa nije potvrđeno oko glumačke ekipe niti bilo čega drugoga što se tiče filma. Prije nego što je Nolan potvrdio svoje sudjelovanje u filmu, Gary Oldman izjavio je da je siguran da će se redatelj vratiti i za treći nastavak. Nakon uspjeha lika Jokera u filmu Vitez tame, izvršni direktori studija željeli su kao glavnog negativca u trećem dijelu vidjeti Enigmu budući on najbolje psihološki odgovara liku Jokera, a u toj ulozi željeli su vidjeti Leonarda DiCaprija. Međutim, Nolan je želio da glavni negativac bude netko potpuno drugačiji od prijašnjih likova te se odlučio za Banea ističući da mu je potrebna i fizička prisutnost lika u filmu. U početku nije znao pozadinu priče oko Banea, ali napomenuo je da ga takav arhetip privlači, opisujući ga kao "ekstremnog negativca". Uspoređujući izbor Banea u odnosu na Jokera, Nolan je istaknuo da je Joker primjer "dijabolične, kaotične anarhije sa zlim smislom za humor" dok je Banea više smatrao "klasičnim filmskim čudovištem... s fantastičnom inteligencijom".
Tek se 9. veljače 2010. godine službeno potvrdilo da je Nolan uspio pronaći priču za nastavak Viteza tame te da se obvezao na projekt. Nedugo potom objavljeno je da David S. Goyer i Jonathan Nolan rade na scenariju. Goyer je napustio projekt u fazi pretprodukcije kako bi započeo raditi na filmu Čovjek od čelika; Jonathan je nastavio pisti scenarij temeljen na priči koju su napisali Christopher i Goyer. Sama priča filma može se usporediti s pričama iz stripa Batman Knightfall (1993.) u kojoj se prvi put pojavljuje lik Banea; zatim The Dark Knight Returns (1986.) u kojem se Batman prvi puta vraća u Gotham City nakon deset godina izbivanja; te na stripu No Man's Land (1999.) u kojem je Gotham u potpunosti odvojen od ostatka svijeta kojem vladaju bande. Nadimak The Dark Knight prvi puta se spominje u prvom broju stripa Batman (1940.), u priči koju je potpisao Bill Finger.
Redatelj Nolan potvrdio je da se lik Jokera neće pojavljivati u trećem nastavku te je negirao glasine da namjerava koristiti neiskorištene scene Heatha Ledgera iz filma Vitez tame. Film Vitez tame: Povratak ponovno ujedinjuje redatelja Nolana s ekipom s kojom je već radio na nekim svojim filmovima uključujući kamermana Wallyja Pfistera, scenografa Nothana Crowleyja, montažera Leeja Smitha, kostimografkinju Lindy Hemming, supervizora za specijalne efekte Paula Franklina i Chrisa Corboulda te kompozitora glazbe Hansa Zimmera.

### Snimanje filma
Tijekom traženja lokacija za snimanje u prosincu 2010. godine, Nolan je započeo tražiti lokacije u Indiji, Rumunjskoj i državi Michigan. Prema izvoru iz Rumunjske, Nolan je bio zainteresiran za povijesni centar Edgar Quinet Street u Bukureštu, palaču parlamenta i rudnike u Turdi. Budžet filma iznosio je 250 milijuna dolara. 
Sam redatelj odlučio je da neće snimati film u 3D tehnologiji, ali umjesto toga izjavio je da planira još više vremena posvetiti poboljšanju kvalitete slike koristeći IMAX format. Zbog toga je više od sat vremena snimljeno u IMAX formatu (za usporedbu samo 28 minuta filma Vitez tame snimljeno je u IMAX-u). Nolan je obavio nekoliko sastanaka s potpredsjednikom IMAX-a Davidom Keighleyjem kako bi zajedno radili na logistici projektiranja filma u digitalnim IMAX kinima. Wally Pfister želio je kompletan film snimiti u IMAX-u, ali zbog glasnog zvuka kojeg proizvode IMAX kamere, morale su biti korištene 35mm i 70mm kamere tijekom snimanja scena dijaloga, a sami dijalozi morali su biti sinkronizirani kada se snimalo IMAX kamerama. Predsjednik korporacije IMAX Greg Foster izjavio je da IMAX planira distribuirati film u svojim kinima puna dva mjeseca, bez obzira na to što su ugovorno vezani sa svim kompanijama da njihove filmove vrte tek dva tjedna u svojim dvoranama.
Snimanje filma započelo je u svibnju, a završilo u studenom 2011. godine. Prva klapa pala je 6. svibnja 2011. godine u Jodhpuru u Indiji na tvrđavi Mehrangarh prije nego što se produkcija preselila u Pittsburgh gdje je radni naslov filma bio Magnus Rex kako bi se spriječio vizibilitet produkcije. Lokacije na kojima se tamo snimalo uključivale su i igralište Heinz Field, a članovi nogometne momčadi Pittsburgh Steelers (koji inače igraju na tom stadionu) "glumili" su igrače izmišljenog tima Gotham Rogues. Više od 11 tisuća statista korišteno je za potrebe snimanja scene na stadionu. Snimanje u Pittsburghu također se odvijalo i u Mellon Institute i Software Engineering Institute na Sveučilištu Carnegie Mellon. U pismu koje je poslano stanovnicima i vlasnicima poslovnih objekata u tom dijelu grada istaknuto je da će ulice grada poslužiti kao "uvodna sekvenca filma". Operateri hitne službe (911) obaviješteni su da će vjerojatno zaprimati pozive zbog učestale pucnjave i eksplozija tijekom trajanja filmske produkcije. Snimanje u Pittsburghu trajalo je tri tjedna - do 21. kolovoza 2011. godine nakon čega se produkcija preselila u Los Angeles i New York. Toranj The Trump Tower zamijenio je centar Richarda J. Daleyja kao lokacija sjedišta tvrtke Wayne Enterprises. U studenom 2011. godine snimanje je završeno u Newarku, država New Jersey. Gradska vijećnica u Newarku te Military Park su bile jedne od lokacija na kojima je film sniman u tom gradu. Film se također snimao i na lokacijama u Glasgowu i Londonu od kojih je potonji poslužio za snimanje "dodatnih prizora eksterijera". Završna klapa obavljena je 14. studenog 2011. godine.
Produkcijske fotografije sa snimanja u Pittsburghu otkrile su drugi Thumbler nakon što je prvi uništen što je ukazivalo da će u filmu biti prisutan novi Batmobile (prvi je uništen u filmu Vitez tame). Daljnje fotografije otkrivale su pojavljivanje "novog vozila" koji se prevozio u tunel Wabash, a uvelike se spekuliralo o njegovoj "ulozi" u filmu. U lipnju 2011. godine Autoblog je potvrdio da će u filmu biti prisutan i Lamborghini Aventador.
Tijekom produkcije filma dogodilo se nekoliko nesreća. Za vrijeme snimanja u Wollaton Hallu, traktor se zabio u glavni ulaz, iako nitko nije ozlijeđen. Kaskader padobranac kasnije je probio krov u Cairngorm Gliding klubu u Škotskoj nakon propalog pokušaja slijetanja tijekom izvođenja opasne scene; nije ozbiljno ozlijeđen. Tijekom snimanja scene u Pittsburghu u kojoj se s Batpodom morala spustiti niz stepenice tijekom nemira, kaskaderka koja je zamjenjivala glumicu Anne Hathaway zabila se u IMAX kameru. Nije bilo ozlijeđenih, premda je IMAX kamera uništena. Druga nesreća u Pittsburghu dogodila se kada je kamion koji je nosio tada neidentificiranu letjelicu (kasnije nazvanu The Bat) udario u rasvjetu i oštetio model letjelice. Snimanje filma nakratko je odgođeno dok se letjelica nije popravila.

### Dizajn

#### Kostimografija
Kostimografkinja Lindy Hemming objasnila je da Bane upotrebljava masku za udisanje analgetskog plina koji, prema riječima redatelja Christophera Nolana "sprječava Baneovu bol točno onoliko da može normalno funkcionirati". Supervizor za specijalne efekte kostima Graham Churchyard kreirao je trodimenzionalni model lica i lubanje glumca Toma Hardyja prilikom kreiranja maske kako bi ista savršeno odgovarala konturama glumčeve glave. Hemming je osobno dizajnirala Baneov kaput za koji je priznala da su joj trebale pune dvije godine. Dobivši inspiraciju iz švedskih vojnih jakni te mantila iz Francuske revolucije, kaput je dizajniran kako bi Bane izgledao podjednako diktatorski i revolucionarski: "Kao mješavina svega i svačega zajedno dok prolazi kroz neka udaljena mjesta." Dizajn kaputa bilo je teško napraviti budući je Hemming imala problema s nalaženjem krojača u Los Angelesu koji bi mogao raditi s tim materijalom."
Batmanovo odijelo sastoji se od 110 odvojenih komada od kojih je svaki morao biti umnožen na desetke puta tijekom produkcije. Glavna postava napravljena je od poliestera kojeg inače upotrebljava vojska i visoko-tehnološki proizvođači sportske opreme zbog svoje mogućnosti "disanja" i propuštanja vlage. Modelirani dijelovi fleksibilnog uretana spojeni su s glavnim odijelom kako bi se dobio oblik oklopa. Ploče karbonskih vlakana smještene su u unutrašnji dio nogu, prsa i abdomena. Maska je napravljena točno prema Baleovom licu i glavi kako bi savršeno sjela na svoje mjesto. Samo odijelo ostalo je nepromijenjeno u odnosu na ono iz Viteza tame.
U kreiranju odijela za lik Seline Kyle, korištena su dva sloja materijala s tim da je prednji bio presvučen poliuretanskim spandexom sa šesterokutnim uzorkom.

#### Scenografija
Stručnjak za scenografiju, Tully Summers komentirao je Nolanov stil snimanja nakon što su ga upitali koja je razlika između dizajna ovog filma i onog kojeg je radio za Ljude u crnom 3: "Za mene osobno razlika je bila u vizualnom stilu redatelja Nolana. Jedna od stvari koje njegove filmove o Batmanu čine neodoljivim jest taj ton vjerodostojnosti. Češće će htjeti sirovi, grublji dizajn od onoga koji je uglađeniji i ljepši. To je jedna vrsta vojne estetike. Ova stvar napravljena je da radi, a ne da zadivi potrošače. Vitez tame: Povratak zapravo je ratni film." Producentica Emma Thomas izjavila je da je ovaj film o Batmanu estetski vizualno drugačiji od prva dva koja je Nolan radio, objašnjavajući da "u Gothamu vlada zima pa samo to daje potpuno novi izgled filmu."
U filmu se pojavljuje i vozilo koje je uspoređivano s Bat-avionom, imena The Bat. Nathan Crowley je prilikom dizajniranja letjelice prišao zadatku kao da se radi o pravom vojnom projektu, naglasivši njegovu potrebu da se "uklopi u istu obitelj" kao i Tumbler i Batpod. Konačna verzija letjelice dizajnirana je u skladu s Harrier Jump Jet, Bell Boeing V-22 Osprey i Boeing AH-64 Apache. Chris Corbould opisao je njezinu veličinu i oblik kao predstavljanje velikog izazova za snimanje budući redatelj Nolan preferira praktične efekte od onih kompjuterskih. Kako bi osposobili vozilo za letenje prikvačili su ga na žice, kranove i helikoptere te upotrebljavali hidraulične kontrole kako bi stimulirali pokrete.
Tijekom dizajniranja Batmanove spilje, Crowley i kolega scenograf Kevin Kavanaugh došli su na ideju da ju opreme vodom te da Batmanova oprema, odijelo i super-kompjuter izlaze iz vode. Drugi set napravljen je u Cardingtonu kao "podzemni zatvor", labirint kamenih ćelija u 37-metarskom bezdanu okomitog izlaza koji vodi ka površini. Eksterijeri izvan zatvora snimljeni su u gradu Jodhpuru u Indiji, a izabrani su zbog "zabranjenog krajolika koji dodatno pridonosi pustošenju."

## Glazba za film
U intervjuu obavljenom u listopadu 2010. godine kompozitor Hans Zimmer potvrdio je da će upravo on skladati glazbu za film Vitez tame: Povratak. Jamesu Newtonu Howardu također je ponuđeno da se vrati i sklada glazbu skupa s Zimmerom, kao što su to radili na prethodna dva nastavka, ali on je to odbio tvrdeći da bi se uz odličnu kemiju koju su stvorili redatelj Nolan i kompozitor Zimmer za vrijeme snimanja filma Početak osjećao kao "treći kotačić".
U studenom 2011. godine Zimmer je na Internetu snimio navijačku skladbu koju je iskoristio kao jednu od glavnih glazbenih tema za film. Na upit da malo pojasni skandiranje, Zimmer je rekao: "Skandiranje je postala vrlo problematična stvar, zbog toga što sam htio stotine tisuća glasova, a to nije lako pronaći. Zbog toga smo Tweetali i ostavljali poruke na Internetu tražeći ljude koji će htjeti biti dijelom toga. Činilo se to kao zanimljiva stvar. Stvorili smo taj cijeli svijet u posljednja dva filma i nekako imam osjećaj da su i sami gledatelji i obožavatelji bili dijelom tog svijeta. Uvijek mislimo na njih." Skandiranje sadržava dvije riječi (deshi basara u prijevodu he rises) na marokanskom jeziku čime se ukazuje na arapsko podrijetlo Ra's al Ghula, ali također i na sam naslov filma - The Dark Knight Rises.
Zimmer je za soundtrack također upotrijebio i nekoliko skladbi iz ranijih filmova, ali je istaknuo da je "želio ići u potpuno drugačijem smjeru" za Baneovu glazbenu temu. Dok je glazbena tema koja prati Selinu Kyle namjerno dvosmislena, glazba koja prati kompletnu trilogiju ekskluzivno je komponirana za Brucea Waynea.

## Marketinška kampanja
U svibnju 2011. godine pokrenuta je službena Internet stranica filma koja je uključivala i viralnu marketinšku kampanju sličnu onoj koja je korištena i za promociju filma Vitez tame. Prilikom ulaska na stranicu kodirani audio file svirao je buku za koju se kasnije ustanovilo da je riječ o skandiranju. Nakon što se isti file odkodirao pojavio se natpis The Fire Rises. Za svaki ostavljeni natpis na Twitteru po jedan pixel je maknut sa stranice kako bi na kraju otkrio prvu službenu sliku Banea.
U srpnju 2011. godine prvi teaser trailer kojeg se namjeravalo pustiti uz Harry Potter i Darove smrti (2. dio) procurio je na Internet. Studio ga je službeno objavio tri dana kasnije. Reakcije na sam trailer bile su pomiješane; Stephen Spencer Davis iz Slatea napisao je da trailer uspješno gradi neizvjesnost, dok je Kofi Outlaw iz ScreenRanta bio razočaran istim tvrdeći da se više radi o "najavi trailera" nego o samom teaser traileru. Outlaw je također kritizirao kvalitetu trailera pišući da je scena u kojoj načelnika Gordona vidimo u bolničkom krevetu previše dramatična, da sam trailer ima loše dijaloge i da je teško razaznati što to Gordon zapravo priča. Outlaw je napisao da je završna scena trailera u kojoj vidimo Gotham City u CGI-u loše kompjuterski napravljena te da kompletan trailer podsjeća na trailer za film Početak. Kino najava filma bila je postavljena na sve kopije filma Sherlock Holmes: Igra sjena. Baš poput teaser trailera i kino trailer je procurio na Internet prije nego što je sljedećeg tjedna prikazan u kinima. Kritičari su polemizirali o političkim tonovima trailera, s dijalozima koji nagovještavaju nejednakost prihoda i "okupiranosti Gothama". Budući ga je u samo prva 24 sata vidjelo preko dvanaest i pol milijuna gledatelja, trailer je postavio rekord downloadiranja s iTunesa kojeg je prethodno držao trailer za film Osvetnici. Međutim, sljedeći trailer za Osvetnike ponovno je oborio rekord s 13,7 milijuna downloada. Drugi kino trailer za Vitez tame: Povratak postavljen je na sve kopije filma Osvetnici. Neimenovani djelatnik kompanije Warner Bros. izjavio je da "takav plasman trailera vidimo kao dobru stratešku odluku. Uvijek želimo da trailere za naše filmove vidi publika koja će ih i poželjeti gledati - a mnogo ljudi će otići pogledati Osvetnike!" Djelatnik je također komentirao da će trailer "pružiti najbolju izloženost Viteza tame." Trailer je na Internetu službeno objavljen 20. travnja 2012. godine, otprilike četiri dana prije nego što se započeo vrtiti u kinima prije Osvetnika.
Nastavljajući metodu upotrijebljenu za Viteza tame gdje se uvodna sekvenca filma "zakačila" za IMAX kopije filma Ja sam legenda sedam mjeseci prije početka kino distribucije, prolog od šest minuta filma Vitez tame: Povratak stavljen je na 70mm IMAX kopije prije filma Nemoguća misija: Protokol duh, također otprilike sedam mjeseci prije početka kino distribucije samog filma. Kritike na prolog bile su uglavnom pozitivne, a jedan kritičar je napisao da "nitko više ne radi filmove na ovakvom nivou. Osim Christophera Nolana." Dobar dio kritičara negativno je pisalo uglavnom o tome da je dijalog Toma Hardyja gotovo nerazumljiv. Razgovarajući upravo o toj temi u intervjuu za Entertainment Weekly redatelj Nolan je rekao: "Mislim da će nakon što ljudi vide film sve sjesti na svoje mjesto. Bane je vrlo kompleksan i vrlo zanimljiv lik i kada ljudi vide završen film upravo će on biti taj koji će ih najbolje zabaviti."
Viralne marketinške kampanje za film nastavile su se nakon što su časopisi Empire i Wired zaprimili "dokumente CIA-e" u vezi "Dr. Leonida Pavela" sa slikom koja ga povezuje s glumcem Alonom Abutbulom. Prema prvom dokumentu, Pavle je nestali ruski nuklearni fizičar dok je u drugom dokumentu vidljiv izmijenjeni transkript razgovora oko izručenja dr. Pavela CIA-i od strane gruzijskih separatista (većina razgovora bila je sakrivena). Kasnije se za dokumente ustanovilo da su zapravo elementi prologa filma u trajanju od šest minuta. Službeni Twitter profil filma sve to kasnije je povezao s još jednim dokumentom, "Operacijom Early Bird". Otkrivena je i Internet stranica istog imena na kojoj se nalazio sat koji odbrojava. Nakon što je odbrojavanje završeno, stranica je predstavila mapu koja je otkrila sva kina u kojima će biti moguće vidjeti prolog filma prije njegove kino distribucije. Razne web stranice primile su paket koji je uključivao cilindar mapu "zona udara" i majicu s natpisom fire rises. U travnju 2012. godine na službenoj stranici filma postavljen je dosje osumnjičenika imena "John Doe" poznatijeg i pod nazivom "The Batman" kojeg se traži radi uhićenja uz listu nekoliko optužbi. Premisa kampanje započinje kada gradonačelnik Gotham Cityja "udvostruči" napore kako bi se uhitio Batman i svatko onaj tko podržava njegov povratak tijekom priprema za nadolazeći "Dan Harveyja Denta". Stranica je također sadržavala i ekstenzivnu listu pravih lokacija u svijetu gdje se nalaze "grafiti povezani s podrškom povratka osvetnika". Za svaki tweet specifične lokacije označene na listi otkrivao se djelić kino trailera na drugoj web stranici.
U siječnju 2012. godine, šest mjeseci prije početka službene kino distribucije, započela je pretprodaja kino ulaznica za ponoćne projekcije u IMAX kinima u New Yorku, San Franciscu i Los Angelesu, a vrlo brzo sve je bilo rasprodano. Preko Interneta karte su dosezale cijenu i do 100 dolara (njihova originalna cijena bila je 17.50 dolara).
Na Međunarodnom američkom sajmu igračaka, Mattel je otkrio figurice Batmana, Banea i žene-mačke te Batmanove letjelice The Bat. Figurice Mattel također će biti puštene u prodaju i pod nazivom "Movie Masters", a uključivat će i puno detaljnije i artikuliranije dijelove dok će Quiktek verzije sadržavati izmjenjive dodatke. Lego će također izdati setove igračaka i mini-figurica temeljenih na filmu te drugim DC Comics likovima. Uz to, Funko planira izdati seriju plišanih igračaka, Mezco Toyz izdat će vinilne figurice, a Hornby će napraviti Batmanov Tumbler auto. Ostali partneri uključuju Jakks Pacific koji pišu novele te izdaju veliki broj figurica i plišanih igračaka dok PPW Toys kreiraju lik Mr. Potatoa prema Batmanu. Razna odjevna oprema koja će se također prodavati uključuje cipele, majice, kape i novčanike.
Dana 24. srpnja 2012. godine Titan Books objavio je novelu napisanu prema filmu, nagrađivanog autora Grega Coxa.
Kompanija Warner Bros. udružila je snage s tvrtkom Mountain Dew u marketinškoj cross-promociji koja je uključivala farbanje automobila #88 Chevrloet Impala u vlasništvu Hendrick Motorsportsa, a kojeg vozi Dale Earnhardt, Jr. u NASCAR Sprint kupu. Dana 17. lipnja 2012. godine automobil je osvojio Quicken Loans 400 u Michiganu. Dana 4. srpnja 2012. godine studio je potpisao ugovor s timom Lotus F1 iz Forumle 1 kako bi postavio logo filma na njihove bolide koje će Kimi Räikkönen i Romain Grosjean voziti tijekom Velike nagrade Velike Britanije. Räikkönen i Grosjean utrku su završili na petom i šestom mjestu. Kompanija Warner Bros. na ovaj je način samo nastavila sa sličnom promocijom kakvu je odradila 2008. godine na Velikoj nagradi Velike Britanije kada je potpisala ugovor sa sada nepostojećim timom Toyota F1, a sve u vezi promocije filma Vitez tame.

## Kino distribucija
Dana 6. srpnja 2012. godine kompanija Warner Bros. održala je posebnu IMAX projekciju filma za više od stotinu novinara i filmskih kritičara. Međutim, zbog tehničkih poteškoća s kompjuterom koji nije uspio sinkronizirati zvuk i sliku projekcija je odgođena za sljedeći dan. Film Vitez tame: Povratak svoju je svjetsku premijeru imao 16. srpnja 2012. godine u kinu AMC Lincoln Square u New Yorku. Tri dana kasnije film je s kino distribucijom započeo u Australiji i Novom Zelandu, a dan kasnije u Sjevernoj Americi i Ujedinjenom Kraljevstvu. U Hrvatskoj je službena kino distribucija filma započela 26. srpnja, a pretpremijerne projekcije održane su u zagrebačkom IMAX-u već od 21. srpnja.

### Box-office rezultati
Tijekom ponoćnih pretpremijera filma je zaradio 30,6 milijuna dolara čime je postignuta druga najbolja zarada na ponoćnim projekcijama svih vremena, odmah iza Harryja Pottera i darova smrti, 2. dio (43,5 milijuna dolara). Međutim, film je oborio rekord drugog dijela Darova smrti (2 milijuna) zaradivši u IMAX-u 2,3 milijuna dolara. Par sati prije ponoćnih projekcija nekoliko box-office analitičara prognoziralo je da će film u svom prvom vikendu zaraditi 198 milijuna dolara.
Zbog pucnjave koja se dogodila na ponoćnoj projekciji u gradiću Aurora, država Colorado, kompanija Warner Bros. odlučila je ne slati službene box-office brojke filma sve do ponedjeljka, 23. srpnja. Rezultat toga bio je da se i većina ostalih holivudskih kompanija odlučila na isti potez. Također je prevladavalo mišljenje da će zbog pucnjave prodaja karata opasti, a E! Online izvijestio je da je jedan gledatelj u Sjevernoj Karolini rekao da je "kino bilo gotovo poluprazno". Određeni izvještaji objavljeni 21. srpnja 2012. godine govorili su o tome da su suparničke kompanije predvidjele da će film u prvom danu zaraditi između 75 i 77 milijuna dolara. Nedugo potom kompanija Warner Bros. dala je službenu izjavu za ABC News u kojoj su predstavnici tvrtke izjavili da će pričekati s objavom box-office rezultata prvoga dana "zbog poštovanja prema žrtvama i njihovim obiteljima" te nadodali: "Kompanija Warner Bros. Pictures neće izvještavati o box-office rezultatima filma Vitez tame: Povratak kroz vikend. Prve brojke objavit ćemo u ponedjeljak." Kasnije je objavljeno da je film u prvom danu zaradio 75,8 milijuna dolara čime je dospio na treće mjesto najboljih kino otvaranja svih vremena u jednom danu, odmah iza drugog dijela Darova smrti (91,1 milijun dolara) i Osvetnika (80,8 milijuna dolara). Dana 23. srpnja 2012. godine službeno je objavljeno da je u prvom vikendu film zaradio 160,9 milijuna dolara što predstavlja treće najbolje kino otvaranje svih vremena prvog vikenda, odmah iza Osvetnika (207,4 milijuna dolara) i drugog dijela Darova smrti (169,2 milijuna dolara). Međutim, film je oborio rekord najboljeg vikend otvaranja 2D filma svih vremena (do tada ga je držao Vitez tame sa 158,4 milijuna dolara).

### Kritike
Na popularnoj Internet stranici Rotten Tomatoes film Vitez tame: Povratak na temelju 246 zaprimljenih kritika ima 87% pozitivnih ocjena, uz prosječnu ocjenu 8/10. Na drugoj Internet stranici koja skuplja filmske kritike, Metacritic, film je na temelju 45 zaprimljenih kritika dobio prosječnu ocjenu 78/100. The Telegraph je filmu dao maksimalnih pet zvjezdica, istaknuvši da je to "super-herojski film bez super-heroja" uspoređujući ga s Kumom 2 te hvaleći glumačku performansu Toma Hardyja, zapetljanu radnju i naraciju. IGN je filmu dao 9 od 10 zvjezdica, istaknuvši sličnosti u nijansama između filma Batman: Početak u odnosu na drugi nastavak Vitez tame, ali također navodeći "da lik Banea nije toliko zanimljiv za gledanje" kao što je to bio Ledgerov Joker unatoč njegovom "opakom glasu" i "iznimnoj fizičkoj strukturi". Časopis The Guardian dao je filmu četiri od pet zvjezdica, istaknuvši da film sadržava "granitni, monolitni intenzitet", ali također i da je "posao napravljen izvanredno". Andrew O'Hehir iz Salona napisao je: "Ako je Vitez tame: Povratak fašistički film, to je fantastičan fašistički film i bez sumnje najveći, najmračniji, najuzbudljiviji i najviše uznemirujući filmski spektakl ikada prikazan na velikom platnu." Roger Ebert iz Chicago Sun-Timesa dao je filmu tri od četiri zvjezdice, rekavši: "Film počinje sporo, mračnom radnjom i s previše novih likova, ali sve to skupa vodi do senzacionalnog vrhunca." Chris Tookey iz The Daily Maila rekao je da je film prenapuhan i da predugo traje, a također je kritizirao depresivan ton i nedostatak humora unatoč tome što je ostao impresioniran s vizualnim izgledom samog uratka. Tom Charity s CNN-a film je nazvao "razočaravajućim i bombastičnim završetkom superiornog filmskog serijala."
Zbog gnjeva obožavatelja zbog loših filmskih kritika, Internet stranica Rotten Tomatoes onemogućila je ostavljanje komentara svojih korisnika nakon što je film pušten u kino distribuciju. Neki obožavatelji išli su toliko daleko da su prijetili nasiljem protiv kritičara, dok su drugi prijetili hakiranjem njihovih službenih stranica.

### Ostavština
Film je prepoznat kao utjecajan. Daily Telegraph ga je uvrstio među najbolje svih vremena. Godine 2014., časopis Empire rangirao je Vitez tame: Povratak kao 72. najbolji film ikad snimljen na svom popisu "301 najboljih filma svih vremena", prema glasovima čitatelja časopisa. Izabran je za 8. najbolji film o superherojima prema anketi 1000 odraslih Britanaca koju je 2018. provela Virgin Media. Total Film ga je proglasio 48. najboljim filmom 2010-ih. Den of Geek ga je rangirao na 61. mjesto na svom popisu najboljih filmova desetljeća. Filmski kritičari Richard Roeper i Roe Conn iz Chicago Sun-Timesa, za svoj podcast "Najbolji filmovi desetljeća", uvrstili su Vitez tame: Povratak među svoje najbolje akcijske filmove desetljeća. Godine 2019., u anketi koju je organizirao LADbible, Vitez tame: Povratak proglašen je najboljim filmom desetljeća. Robbie Collin iz The Daily Telegrapha često ga je svrstavao na prvo mjesto na svojoj godišnjoj listi 25 najboljih filmova o superherojima. Bane se smatra jednim od najboljih filmskih negativaca svih vremena. Izvedba Marion Cotillard je hvaljena i smatra se jednom od najboljih ženskih negativki u kinematografiji.

### Pucnjava u Aurori (Colorado)
"Ne znam ništa o žrtvama pucnjave osim toga da su sinoć bili u kinu kako bi gledali film. Vjerujem da su filmovi jedna od najvećih američkih umjetničkih formi, a dijeljenje iskustva gledanja priče na velikom ekranu je važna i zabavna stvar na koju trošimo svoje slobodno vrijeme. Kino smatram svojim domom, a ideju da bi netko to nevino mjesto i mjesto koje daje nadu na ovakav divljački način obeščastio smatram osobno devastirajućom. Nitko od nas ne može pronaći prave riječi kojima bi podijelili svoje osjećaje za nevine žrtve ovog stravičnog zločina, ali naše misli su uz njih i njihove obitelji."

Dana 20. srpnja 2012. godine tijekom ponoćne projekcije filma u kinu Century 16 u gradu Aurora, država Colorado, ubojica odjeven u gas masku ušao je u dvoranu i započeo pucati po gledateljima, pritom ubivši dvanaestero ljudi i ozlijedivši njih 58. Policija je nedugo nakon dolaska na mjesto zločina uhitila osumnjičenika, kasnije identificiranog kao 24-godišnjeg Jamesa Eagana Holmesa. U vrijeme svog uhićenja, Holmes se navodno identificirao kao Joker.
Kompanija Warner Bros. poslala je službeno ožalošćenje pucnjavom, odmah otkazala premijere filma u Parizu, Meksiku i Japanu te marketinšku kampanju u Finskoj. Nekoliko televizijskih mreža također je otkazalo televizijsku kampanju u SAD-u zbog tragedije.

### Komentari na film
Pišući za Salon autor David Siroga, progresivni politički komentator usporedio je film Vitez tame: Povratak i igricu Call of Duty s popularnom kulturom 80-ih godina prošlog stoljeća reflektirajući političku klimu tadašnjeg vremena i optužujući ih da oboje dovode do konzervativnog dnevnog reda: "Baš poput mnogih proizvoda pop kulture 80-ih koji su reflektirali duh zazora tadašnjeg revolucionarnog konzervatizma Reaganove administracije, sada gledamo dva blockbustera koji na potpuno ne-suptilan način reflektiraju retoriku pokreta Tea Party koji zazire od snažnog pokreta zauzmimo Wall Street". U članku u časopisu Variety, Chuck Dixon - ko-kreator Baneovog lika, izjavio je da je "Bane puno više srodan pokretu zauzmimo Wall Street ako ga se želi staviti u politički kontekst." Catherine Shoard iz krajnje ljevice u britanskom izdanju The Guardiana tvrdi da je film "prilično smiona kapitalistička vizija, radikalno konzervativna, radikalno osvetnička koja vodi k ozbiljnom i uzbudljivom prijedlogu da se slave bogataši koji žele činiti dobro."
Redatelj Christopher Nolan negirao je tvrdnje da sam film kritizira pokret zauzmimo Wall Street te da niti jedan od njegovih filmova o Batmanu nisu napravljeni s namjerom da budu politički: "Vodio sam mnoge razgovore s ljudima koji su vidjeli film. Nabacali smo dosta toga u sva tri filma čisto da vidimo mogu li to podnijeti. Ostavili smo puno pitanja da visi u zraku, ali to je samo pozadina. Ono što smo zbilja htjeli napraviti jest pokazati pukotine društva, pokazati konflikte koje određeni ljudi žele izazvati. Različiti ljudi doći će do različitih mišljenja o tome što sam film podupire, a što ne, ali on zapravo ne radi niti jednu od tih stvari. Film samo priča priču. Ako netko kaže da "je film napravljen radi kritiziranja pokreta zauzmimo Wall Street" to, očigledno, nije istina.
S druge strane političkog spektruma, politički konzervativni komentator Rush Limbaugh naveo je da je film pristran prema republikanskom predsjedničkom kandidatu Mittu Romneyju zbog toga što Baneovo ime uvelike liči na ime financijskog servisa Bain Capital čiji je Romney bio predsjednik. Redatelj Nolan je ove navode proglasio "bizarnima", a Dixon i Freeman rekli su da su te tvrdnje naprosto "smiješne".

## Vanjske poveznice
- Službena stranica
- Vitez tame: Povratak u internetskoj bazi filmova IMDb-a
- Vitez tame: Povratak na Box Office Mojo
- Vitez tame: Povratak na Rotten Tomatoes
- Vitez tame: Povratak at The Numbers